# Valeria Almada
Valeria Almada je umirovljena argentinska hokejašica na travi. 
Svojim igrama je izborila mjesto u argentinskoj izabranoj vrsti. 

## Sudjelovanja na velikim natjecanjima
- 1991.: Havana: Panameričke igre, zlato
- 1994.: Dublin: SP, srebro
- 1995.: Mar del Plata: Panameričke igre, zlato
- 1995.: Mar del Plata: Trofej prvakinja, 6.